# Platycapnos
Platycapnos és un gènere de plantes de la família de les papaveràcies. Conté 3 espècies i diverses subespècies acceptades que són originàries de la part occidental de la regió mediterrània. Són espècies herbàcies anuals o perennes. En català es coneixen com a platicapnes, gallerets, herba dels innocents o fumàries, tots aquests relacionats amb el gènere Fumaria al qual pertanyien.

## Etimologia
El seu nom està compost per πλατύς (platýs) mot grec que significa aplanat i estés, i capnos que és el nom comú que tenien les fumdeterra (gènere Fumaria) en llatí. Nom atorgat per la seva aparença amb les espècies de Fumaria, però de fruits més aplanats que aquestes. L'al·lusió al fum en els noms científics d'aquesta família, es deu al fet que el suc de la gran majoria d'espècies que la componen provoca el ploriquege dels ulls tal com ho fa el fum quan ens entra en ells.

## Descripció
Plantes herbàcies, de tiges ascendents o erectes i de color glauc. Les fulles són doblement pinnatisectes amb els últims segments filiformes. Les flors estan agrupades en inflorescències en forma de raïms densos, formant capítols. Les flors són zigomorfes, lleugerament tubuloses, de coloració rosada, amb sèpals petaloides i pètals externs poc dilatats. La corol·la és tetràmera (de 4 pètals), el superior té una major mida i una ungla a la base, els interns units a cap a l'àpex. Presenta dos estams, amb 3 anteres cada un d'aquests. Les anteres laterals tenen una teca mentre que les centrals en tenen dos. L'estam superior té un nectari a la base. El fruit és monoesperme, aplanat, amb marge engruixit i endocarpi membranós, que se separa de la paret del fruit i enclou una llavor plana de color bru fosc, amb estries concèntriques.
És un gènere morfològicament semblant a Fumaria, però Platycapnos té unes inflorescències més denses, capitades i uns fruits més aplanats.
La seva fórmula floral és: K2 C2+2 A2 G1

## Distribució
Les espècies d'aquest gènere tenen una distribució mediterrània occidental, hi són presents a gairebé tota la península Ibèrica, Canàries, Illes Balears, Sicília, Sud de França, el Marroc i Algèria. Tant Platycapnos spicata com Platycapnos tenuiloba subsp. tenuiloba són autòctones dels Països Catalans, presents a totes les contrades més aviat seques del Principat i País Valencià i Eivissa, però manquen a les Gimnèsiques.

## Taxonomia
Les espècies que formen aquest gènere són les següents:
- Platycapnos saxicola
- Platycapnos spicata
- Platycapnos tenuiloba
  - Platycapnos tenuiloba subsp. parallela
  - Platycapnos tenuiloba subsp. tenuiloba

Les espècies del gènere són morfològicament molt semblants però es poden identificar en base alguns trets:
| Teròfit (plantes anuals) | Inflorescències en espigues subcilíndriques (flors de 7-8 mm.) | Segments foliars divergents (no paral·lels), fruit llis. | Platycapnos tenuiloba subsp. tenuiloba |                                                                                        |
| Teròfit (plantes anuals) | Inflorescències en espigues subcilíndriques (flors de 7-8 mm.) | Segments foliars paral·lels, fruit alveolat.             | Platycapnos tenuiloba subsp. parallela | Subespècie molt rara, present en algunes tarteres calcàries de la província de Màlaga. |
| Teròfit (plantes anuals) | Inflorescències en espigues subgloboses (flors de 5-6 mm.)     | Bràctees el doble de llargues que el pedicel.            | Platycapnos spicata                    |                                                                                        |
| Hemicriptòfit perenne    | Tiges no folioses a la seva part superior.                     | Flors rosades sense marges grocs.                        | Platycapnos saxicola                   | Espècie rara de l'estatge oromediterrani del Sistema Bètic i Atles Mitjà.              |